# Pteridoteloides argentellus
Pteridoteloides argentellus là một loài bọ cánh cứng trong họ Cerambycidae.